# Mercedes Pascual (científica)
Mercedes Pascual es una ecóloga teórica uruguaya,  y profesora del Departamento de Ecología y Evolución de la Universidad de Chicago, donde dirige el laboratorio de Modelado y Teoría en Ecología y Epidemiología (MATE). Anteriormente fue profesora universitaria Rosemary Grant en la Universidad de Míchigan e investigadora del Instituto Médico Howard Hughes.

## Carrera
Pascual ha desarrollado modelos de sistemas para el estudio de ciclos complicados e irregulares en ecosistemas, utilizando enfoques matemáticos, estadísticos y computacionales. Ella aplica estos modelos al estudio de las redes alimentarias, ecología y epidemiología, en particular la evolución de las enfermedades infecciosas.
Ha descubierto relaciones entre los patrones climáticos de El Niño y la aparición de brotes de cólera en Bangladés. Uno de los patrones que informa es que los episodios de El Niño se están convirtiendo en un impulsor cada vez más fuerte de los brotes de enfermedades. Su trabajo puede ser la primera evidencia cuantitativa que muestre que el cambio climático global afecta una enfermedad infecciosa. Otras enfermedades que estudia son la malaria y la gripe. Sus modelos se pueden utilizar de forma predictiva en apoyo de la salud pública.

## Premios y honores
En 1996, recibió la Beca Postdoctoral Distinguida Alexander Hollaender del Departamento de Energía de los Estados Unidos para estudiar en la Universidad de Princeton. Posteriormente, recibió la beca Centennial de la Fundación James S. McDonnell en 1999. En 2002, la revista Discover la reconoció como una de las 50 mujeres más importantes de la ciencia. Pascual recibió el Premio Robert H. MacArthur 2014 de la Sociedad Ecológica de América.
Pascual es miembro de la Asociación Estadounidense para el Avance de la Ciencia y formó parte de su junta directiva de 2015 a 2019. En 2019, fue elegida miembro de la Academia Estadounidense de las Artes y las Ciencias.